# Lopidea bifurca
Lopidea bifurca är en insektsart som beskrevs av Van Duzee 1921. Lopidea bifurca ingår i släktet Lopidea och familjen ängsskinnbaggar. Inga underarter finns listade i Catalogue of Life.